# Sainte-Céronne-lès-Mortagne
Sainte-Céronne-lès-Mortagne är en kommun i departementet Orne i regionen Normandie i nordvästra Frankrike. Kommunen ligger i kantonen Bazoches-sur-Hoëne som tillhör arrondissementet Mortagne-au-Perche. År 2022 hade Sainte-Céronne-lès-Mortagne 249 invånare.

## Befolkningsutveckling
Antalet invånare i kommunen Sainte-Céronne-lès-Mortagne
| Referens: INSEE |